# YIUP

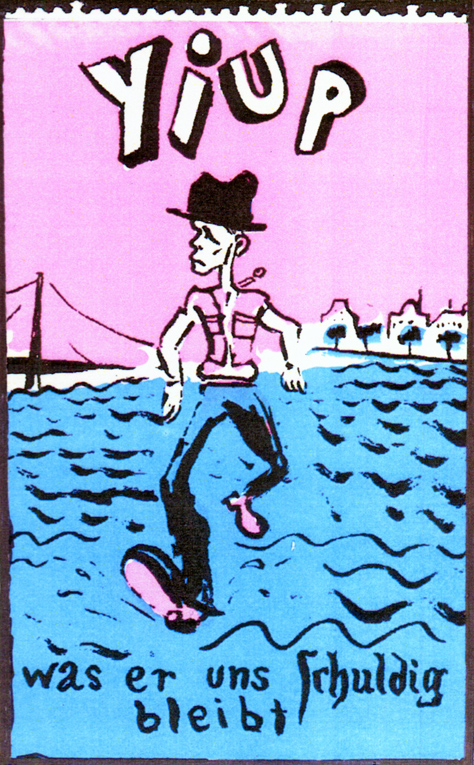
was er uns schuldig bleibt, YIUP-Siebdruck, 1970

YIUP war eine 1969 in Düsseldorf gegründete Künstlergruppe, die sich kritisch mit Lehre und Werk von Joseph Beuys auseinandersetzte und bis 1972 bestand.

## Mitglieder und Aktivitäten
Die Gruppe bestand aus den Künstlern Peter Angermann, Robert Hartmann, Joseph Heiniger (* 1947), Hans Henin (1952–2019) und Hans Rogalla, die als Studenten an der Düsseldorfer Kunstakademie bei Joseph Beuys studierten und die sich ausgesprochen kritisch mit dessen Kunst und Lehre auseinandersetzten. Sie trieben in ihren Aktionen die Beuys’sche „Erweiterung des Kunstbegriffs“ auf die Spitze und führten auf diese Weise drastisch vor, dass die Erweiterung eines Begriffs allgemein nicht dessen Verbesserung dient.
Die Gruppe YIUP löste sich bereits 1972 auf und wurde erst fast 50 Jahre später wegen ihres inzwischen offenbar gewordenen Einflusses auf spätere Künstlergenerationen von der Overbeck-Gesellschaft Lübeck einem breiteren Publikum vorgestellt.

## Aktionen und Ausstellungen
- Ausstellung Akademieschrott, 1969
- Erstbesteigung der Akademie Ostwand im Winter, 1970
- Mensaessen, 1970
- Das Größte Aquarell der Welt, 1970
- Arbeitszeit, 1970
- Beuys’ Aluhut, 1970
- YIUP. Die Welt ist schön, Overbeck-Gesellschaft, Kunstverein Lübeck, 16. Oktober 2021 – 16. Januar 2022

## Links
- Video: Johannes Stüttgen liest aus "Der ganze Riemen" - Vol 6: Die Yiup-Gruppe